# Džonatan Franzen
Džonatan Erl Franzen (rođen 17. avgusta 1959) je američki romanopisac i esejista. Njegov roman Korekcionista iz 2001. izazvao je široko priznanje kritike, donio Franzenu Nacionalnu nagradu za knjigu, bio je finalista Pulicerove nagrade za fikciju, dobio je Memorijalnu nagradu Džejmsa Tejta Bleka i bio je u užem izboru za Međunarodnu književnu nagradu u Dablinu. Njegov roman Sloboda (2010) dobio je slične pohvale i doveo do toga da se pojavi na naslovnoj strani časopisa Tajm uz naslov „Veliki američki romanopisac“. Franzenov najnoviji roman Raskrša objavljen je 2021. godine i prvi je u projektovanoj trilogiji.
Franzen je davao doprinos časopisu Njujorker od 1994. Njegov Harperov esej „Perchance to Dream” iz 1996. godine je oplakivao stanje savremene književnosti. Izbor Oprinog u kluba knjige 2001. godine za Korekcionistu doveo je do mnogo javno objavljene prepirke sa voditeljem šoa.

## Literatura
- Burn, Stephen J. Jonathan Franzen at the End of Postmodernism. London/New York 2011.
- Freitag, Sibylle. The Return of the Real in the Works of Jonathan Franzen. Essen (Germany) 2009.
- Miceli, Barbara. "A cancer on the planet": Mountaintop Removal and Environmental Crime in Jonathan Franzen's Freedom" in Forum Filologiczne Ateneum 1(7) 2019, pp. 343–356.
- Weinstein, Philip. Jonathan Franzen: The Comedy of Rage. Bloomsbury, 2015.

## Spoljašnje veze
- – official site
- Jonathan Franzen Архивирано на веб-сајту  (15. децембар 2022) on the cover of Time magazine
- Jonathan Franzen Архивирано на веб-сајту  (28. август 2024) acceptance speech following National Book Award win